# Cormac
Cormac  è un nome proprio di persona irlandese maschile.

## Varianti
- Maschili: Cormick[3], Cormuck[3]

### Varianti in altre lingue
- Scozzese: Cormag[1][2]
- Islandese: Kormákur
- Norreno: Kormákr, Kormak[3]

## Origine e diffusione
Sono state proposte svariate origini per questo nome. Alcune fonti lo considerano un composto dei termini gaelici corb ("profanazione", "violazione", "corruzione") e mac ("figlio"), dandogli quindi il significato di "figlio della corruzione"; in alternativa il primo elemento viene considerato un nome proprio, e di conseguenza il significato sarebbe "figlio di Corb". Altre ancora lo riconducono all'irlandese antico cairb, "cocchiere", oppure al francese antico corb, "corvo", con l'aggiunta del suffisso ac.
Il nome, molto antico, è frequente nei miti irlandesi, dove è portato ad esempio da Cormac Cond Longas, un personaggio del Ciclo dell'Ulster, figlio di Ness e Conchobar, e da Cormac mac Airt, re d'Irlanda e simbolo della regalità saggia e prospera; è presente anche nei canti ossianici, e finanche in una saga degli islandesi, la Kormáks saga. La diffusione in Irlanda venne aiutata dalla devozione verso san Cormac mac Cuilennáin, mentre nei paesi di lingua inglese cominciò ad essere usato nel XIX secolo. Nella famiglia dei MacCarthy, il nome Cormac veniva usato in sostituzione di Charles.

## Onomastico
L'onomastico può essere festeggiato il 14 settembre in memoria di san Cormac mac Cuilennáin, vescovo.

## Persone
- Cormac McCarthy, scrittore statunitense
- Cormac mac Cuilennáin, vescovo cattolico e santo irlandese
- Cormac Murphy-O'Connor, arcivescovo cattolico e cardinale britannico